# Gavià argentat de potes grogues
El gavià de potes grogues o gavià argentat de potes grogues (Larus michahellis) és una gavina de grans dimensions que s'estén per Europa, l'Orient Mitjà i el nord d'Àfrica. A vegades es considera que és una subespècie del gavià caspi (Larus cachinnans). Molts ocells romanen en la mateixa àrea tot l'any, però d'altres emigren a zones d'hivern més suau, ja sia de l'oest d'Europa o del Senegal, Gàmbia i el Mar Roig.
Els adults són semblants al gavià argentat europeu (Larus argentatus) però tenen les potes grogues. El llom el tenen gris més fosc que L. argentatus. També tenen els adults una banda vermella en el bec. A la tardor el cap és molt més blanc que l'altra gavina esmentada i el negre de les puntes de les ales més extens. Al voltant de cada ull tenen un anell vermell.

## Noms populars
A les Balears també rep els noms de ploradora i gallina blanca.